# شهرستان جلیب
شهرستان جلیب یک منطقهٔ مسکونی در سومالی است که در جوبای میانه واقع شده‌است.